# Bellsund
77°39′48.830″N 14°9′40.957″Ø / 77.66356389°N 14.16137694°Ø
Bellsund er en fjord på vestsiden af Spitsbergen på Svalbard. Strengt taget bruges den kartografisk om sundet som forener Van Mijenfjorden og Van Keulenfjorden før disse munder ud i Norskehavet mod vest. Van Mijenfjorden starter ved Akseløya, en smal ø som næsten spærrer hele indløbet. Syd for Akseløya går Van Keulenfjorden mod sydøst, og vest for indløbet til denne ligger Recherchefjorden.
Bellsund  udgør således et 20 x 20 km stort havområde mellem havet og fjordene. Bellsund ligger 30 km syd for Isfjorden og har indløb mellem Kapp Martin med Bellsund fyr på Nordenskiöld Land i nord, og Kapp Lyell på Wedel Jarlsberg Land i syd. 
Nordbredden af Bellsundet tilhører Nordenskiöld Land nationalpark, og Forvaltningsområde 10 (som går halvvejs ned i Bellsundet fra nord. Forvaltningsområdet betyder at tilrejsende kan bevæge sig her uden at melde til Sysselmannen og uden forsikring. Færdsel til det sydlige Bellsund sker derimod udenfor Forvaltningsområde 10 og indebærer forsikrings- og meldepligt.
Hvis man også indregner fjordene som strækker sig mod  øst, bliver Bellsundet op til 83 km langt til bunden af Van Mijenfjorden. 

## Eksterne kilder og henvisninger
- Områdebeskrivelse i Cruisehåndbok for Svalbard Arkiveret 2. november 2012 hos  Wayback Machine – Norsk polarinstitutt.